# Kevin Berry
Pour les articles homonymes, voir Berry (homonymie).
Kevin John Berry dit Kevin Berry, né le 10 avril 1945 et mort le 7 décembre 2006, était un nageur australien des années 1960 spécialisé en papillon. Il a notamment remporté deux médailles olympiques dont une en or. Lors des Jeux olympiques d'été de 1964 à Tokyo, il a été champion olympique du 200 m papillon et bronzé sur le relais 4 × 100 m quatre nages. Durant sa carrière, il bat à cinq reprises le record du monde du 200 m papillon entre 1962 et 1964.